# Estigmene pseuderminea
Estigmene pseuderminea är en fjärilsart som beskrevs av Harris 1823. Estigmene pseuderminea ingår i släktet Estigmene och familjen björnspinnare. Inga underarter finns listade i Catalogue of Life.